# Centrale di Zugliano
Centrale is een plaats (frazione) in de Italiaanse gemeente Zugliano.